# Italo Slaviero
Italo Slaviero, né le 11 octobre 1914 à Roana de la province de Vicence dans la région Vénétie, et mort le 13 novembre 1982 à Camporovere, un hameau de Roana, est un coureur cycliste italien, professionnel de 1936 à 1947.

## Palmarès
- 1936
  - Bourg-Genève-Bourg
- 1937
  - Lyon-Grenoble-Lyon
  - Circuit du Mont-Blanc
- 1938
  - Bourg-Genève-Bourg
  - 3e étape du Tour de l'Est Central